# Technik programista
Technik programista – kwalifikacja zawodowa w Polsce, przyznawana w technikach i szkołach policealnych. Jest to wykształcenie średnie, które obejmuje wiedzę tworzenia i administracji baz danych, tworzenia stron internetowych, programowania aplikacji webowych, desktopowych i mobilnych. Symbol cyfrowy zawodu to 351406. Kwalifikacja istnieje od 2019 roku.
Egzaminy państwowe związane z tym kursem edukacyjnym to:
- INF.03 – Tworzenie i administrowanie stronami i aplikacjami internetowymi oraz bazami danych[7].
- INF.04 – Projektowanie, programowanie i testowanie aplikacji[8].

Jest to kwalifikacja pełna na 5-tym poziomie Polskiej Ramy Kwalifikacji.